# Jonasz Mandżurski

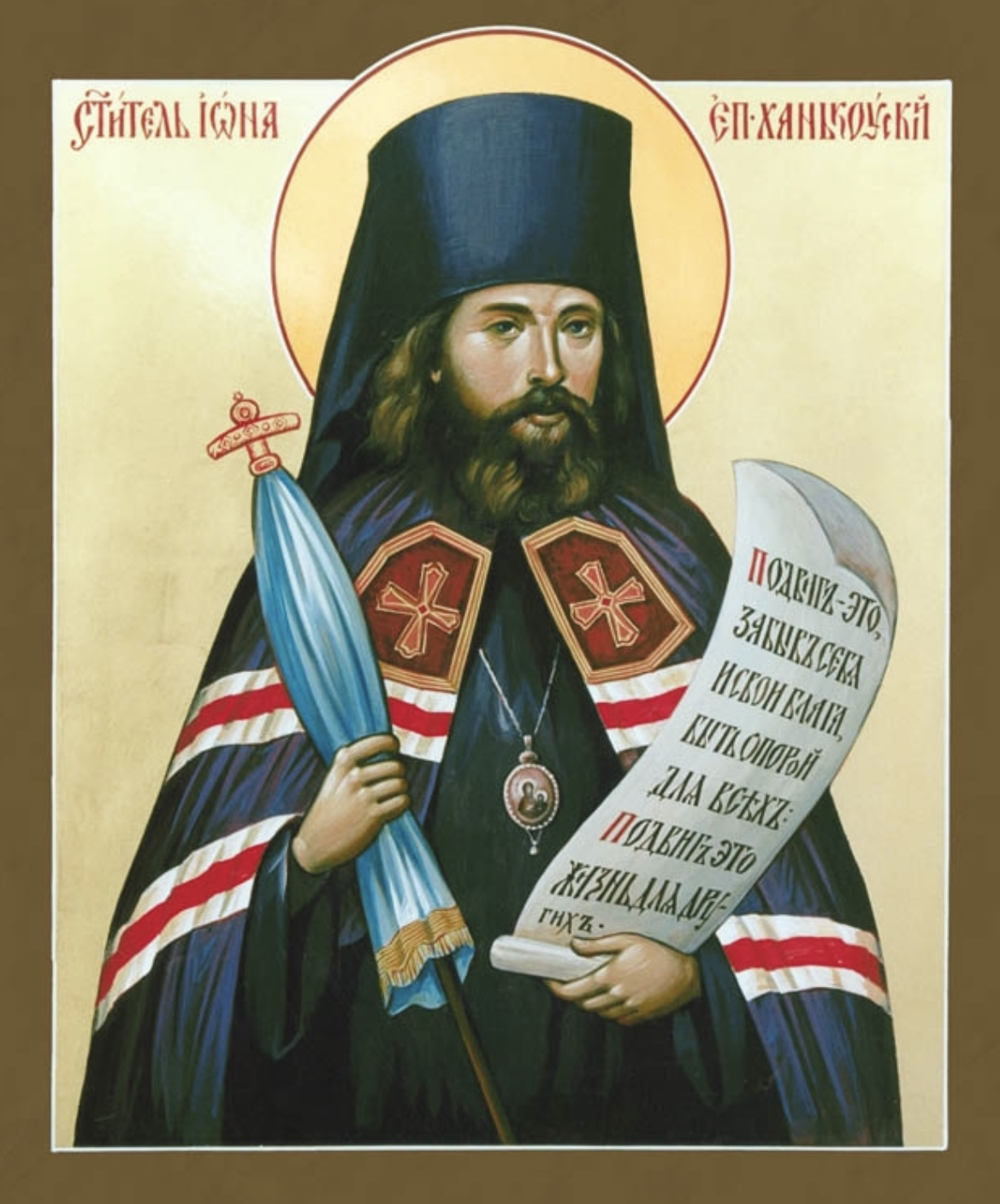
Sw. Jonasz

Jonasz Mandżurski, imię świeckie Władimir Pokrowski (ur. 5 kwietnia?/17 kwietnia 1888 w okolicach Kozielska, zm. 7 października 1925 w Manzhouli) – biskup Rosyjskiego Kościoła Prawosławnego, święty Rosyjskiego Kościoła Prawosławnego poza granicami Rosji.

## Życiorys
Urodził się w rodzinie chłopskiej. W wieku dziewięciu lat stracił ojca, a przed osiągnięciem pełnoletniości także matkę. Wychowywał go diakon miejscowej cerkwi. Ukończył seminarium duchowne w Kałudze, a w 1909 rozpoczął studia w akademii duchownej w Kazaniu. Będąc na trzecim roku, złożył śluby zakonne w Pustelni Optyńskiej, przyjmując imię Jonasz. Następnie przyjął święcenia kapłańskie. Był uczniem duchownym kanonizowanych później starców optyńskich: Anatola i Józefa. W 1914 ukończył studia teologiczne i otrzymał stanowisko wykładowcy Pisma Świętego na uczelni. Postanowił jednak zrezygnować z niego, by móc udać się na front jako kapelan.
W 1918, po krótkim pobycie w Kazaniu, znalazł się w Permie, gdzie został pobity i aresztowany przez bolszewików. Jego proces miał odbyć się w Tiumeni, jednak w czasie transportu do tego miasta kapłan został odbity przez oddział Białych. Przeniósł się do Omska, gdzie otrzymał godność ihumena i stanowisko naczelnego kapelana Sił Zbrojnych Południa Rosji. Po klęsce armii gen. Denikina zdołał uciec przez Turkiestan do Szanghaju. W Chinach skontaktował się z rosyjską misją prawosławną, której zwierzchnik biskup Innocenty (Figurowski) podniósł go do godności archimandryty. We wrześniu 1922 decyzją Rosyjskiego Kościoła Prawosławnego poza granicami Rosji wyznaczony na biskupa Tiencinu, wikariusza eparchii pekińskiej, z katedrą św. Innocentego w Manzhouli. W mieście tym biskup znalazł się 19 października tego samego roku.
W mieście zorganizował przytułek dla sierot, w którego organizację osobiście się zaangażował, jak również stołówkę dla ubogich, bibliotekę, aptekę i przychodnię lekarską. Był charyzmatycznym kaznodzieją, prowadził otwarte spotkania teologiczne i filozoficzne. Wierni przypisywali mu dar cudownego leczenia dzieci, jakie pozostawały pod jego opieką. W 1925 nieoczekiwanie zachorował na anginę. Zmarł wskutek komplikacji, w tym zakażenia krwi. W jego pogrzebie uczestniczyło osiem tysięcy osób.
Kanonizowany w 1996 przez Rosyjski Kościół Prawosławny poza granicami Rosji. Jego kanonizację rozważa również Rosyjski Kościół Prawosławny.